# Provincia di Paucartambo

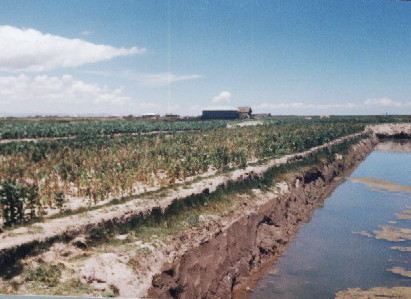

La provincia di Paucartambo è una delle 13 province della regione di Cusco nel Perù.

## Capoluogo e data di fondazione
Il capoluogo è Paucartambo.
La provincia è stata istituita il 20 maggio 1825.
Sindaco (Alcalde): Mario Condori Huallpa(2007-2010)

## Superficie e popolazione
- 6295,01 km²
- 47 313 abitanti (inei2005)

## Provincie confinanti
Confina a est e a sud con la provincia di Quispicanchi; a nord con la regione di Madre de Dios e a ovest con la provincia di Calca e con la provincia di La Convención.

## Geografia antropica

### Suddivisioni amministrative
È divisa in 6 distretti:
- Paucartambo
- Caicay
- Challabamba
- Colquepata
- Huancarani
- Kosñipata

## Festività
- 16 luglio: Madonna del Carmelo